# Johann Lill
Johann Lill (bürgerl. Name Johann Jürgenstein, * 6. Novemberjul. / 18. November 1854greg. in Lüütse, Gemeinde Uue-Vändra, Kreis Pärnu; † 24. Februarjul. / 9. März 1914greg. in Sauga) war ein estnischer Übersetzer und Schriftsteller.

## Leben
Johann Lill besuchte die Schule in Vändra und anschließend das Lehrer-Seminar von Jānis Cimze in Valga. Nach einer Zeit als Hauslehrer in Vändra arbeitete er von 1875 bis 1878 an der Kirchspielschule in Kodavere, wo er der prägende Lehrer seines jüngeren Bruders Anton sowie der künftigen Schriftsteller Jakob und Juhan Liiv und Kaarel Krimm wurde. Er galt als fortschrittliche Lehrkraft, die großen Wert auf das Estnische legte. Allerdings wurde er dort wegen unanständigen Benehmens entlassen.
Später war Lill freischaffender Literat und nach dem Tod von Carl Robert Jakobson für ein Jahr Redakteur der Zeitung Sakala (1883). Von 1905 an lebte er als Landwirt auf dem väterlichen Hof in Sauga.

## Werk
Lill publizierte vornehmlich volkstümliche Erzählungen, die häufig Adaptionen aus dem Deutschen waren. Hinzu kamen echte Übersetzungen, die auch als solche gekennzeichnet waren, beispielsweise von Wilhelm Hauff oder W. O. von Horn. Ebenso übersetzte er aus dem Englischen, seine estnische Version von Charles Dickens’ Pickwick Papers erschien (unvollendet) 1907 in der Zeitung Postimees.
Lills eigenständiges Werk umfasst populäre Ratgeber und volkstümliche Erzählungen, die häufig melodramatischen Charakters sind und teils in Zeitungen, teils als eigenständige Veröffentlichungen erschienen.

## Bibliografie
- Rohtaedas lahke wanakeste seas. Tartu: H. Laakmann 1875. 71 S.
- Öömaja Spessarti mägedes.  Saksa keelest ümber tõlkinud J. Lill. Tartu: H. Laakmann 1875. 160 S.
- Ilmsüüta hukamõistetud soldat. Üks jut Napoleoni ajast. Saksa keelest ümbertõlkitud J. Lill. Viljandi: F. Feldt 1877. 66 S.
- Jutt ilma päälkirjata. Jutustanud [tõlkinud] J. Lill. Tartu: H. Laakmann 1877. 119 S.
- Tulewane armukene. Horn'i järele jutustanud J. Lill. Tartu: H. Laakmann 1877. 90 S.
- Töömehed. Saksa keele järele jutustanud J. Lill. Tartu: s.n. 1879. 164 S.
- Üks eksinud inimene ehk Eksida on kerge, ümberpöörda raske Wälja annud J. Lill. Tartu: H. Laakmann 1880. 32 S.
- Kooperi jutustused Ameerika maalt. Nahksuka jutud. Eesti rahwalle Franz Hoffmanni järele jutustanud J. Lill. Tartu: s.n. 1880. 140 S.
- Reeglid kudas rahukohtud Liiwi-, Eesti- ja Kuuramaal 1881 asutatud saawad. Eesti keelesse toimetanud J. Lill. Tartu: H. Laakmann 1880. 39 S.
- Kingsepa kunst. Teadusline õpetus, kudas igasuguseid saapaid ja kingasid kui ka hobuste rangisid, shleisid, waljaid ja delkasid tuleb walmistada, et nad igapidi head saawad. Soowitaw käsiraamat iga kingsepale, saapa kandjale ning hobuste pidajale. [Vändra]: M. Tõnisson 1894. 128 S.
- Ilu-tuled. Õpetus, kudas rakettisid, sära-kuulisid, tule-kurnisid, turtsujaid, tonderdajaid, Bengaalia hiilgust ja muid lõbu- ning ilu-tulesid tuleb walmistada. Tallinn: G. Pihlakas 1907. 80 S.
- Wilhelm Hauff: Muinasjutud piltidega. Tartu: s.n. 1908. 83 S.